# 白河雪乃
白河 雪乃（しらかわ ゆきの、1975年3月3日-）は、日本のAV女優・ストリッパー。AV女優としては名東所属。ストリッパーとしては浅草ロック座に所属。旧名：竹内 順子。

## 人物
- 2007年、「元バックダンサー」という触れ込みでAVデビュー（デビュー作は8月31日発売のDVD『T●F元バックダンサーAVデビュー 竹内順子』。
- 2008年4月4日、浅草ロック座でストリップデビュー。
- 2008年11月23日、隼エージェンシー主催の引退イベントをもって正式に引退。
- 2009年4月、復帰。

## 作品

### アダルトビデオ
2007年
- T●F元バックダンサーAVデビュー（9月1日、ANIMALIJO）
- 美熟女画報（10月13日、溜池ゴロー）
- T○F元バックダンサーは極太がお好き。（11月7日、マドンナ）
- 義姉奴隷（12月7日、マドンナ）

2008年
- 僕のおばさん（1月7日、マドンナ）
- 淫刑 嫁嬲り（2月7日、マドンナ）
- 愛する夫の目の前で…（3月7日、マドンナ）
- 喪服未亡人 借金肉地獄（4月4日、ヒビノ）
- お掃除おばさん（4月13日、溜池ゴロー）
- 義母と叔母 第四章 禁断の極上中出し関係（5月15日、スターパラダイス）共演:白坂百合
- お母さんの性教育（5月15日、小林興業）
- 近親相姦母の匂い（5月19日、MARIA）
- 不倫連れ込み宿（5月20日、スターパラダイス）他出演:白坂百合、今井ゆり
- ドラマチック みだら妻（6月7日、桃太郎映像出版）
- 奴隷女教師 ～調教授業～（6月19日、ヒビノ）
- エロい女のボディタイツとヤラシい腰使い（7月1日、ワンズファクトリー）
- 美脚で虐める最高の足コキ発射!（8月1日、ワンズファクトリー）他出演:花野真衣、大沢佑香、天海ゆり、松嶋侑里、澄川ロア、茅ヶ崎ありす、村上里沙、鮎川真咲、北原夏美、堀口奈津美、一戸のぞみ
- ベロチュ～接吻&乳首やアナル舐めで手コキ責め 2（10月13日、マルクス兄弟）他出演:大沢佑香（晶エリー、新井エリー）、村上里沙、水森あおい、鮎川なお、辻さき、北原夏美、家森ひとみ、家森かおり、泉まりん、織原寧々、茅ヶ崎ありす
- 傲慢美人上司 絶対服従美脚責め（11月5日、フリーダム）共演:葉月奈穂、柚月ひかる、花野真衣
- 傲慢美人上司 見下し美尻顔騎（11月5日、フリーダム）共演:葉月奈穂、柚月ひかる、花野真衣
- 傲慢美人上司 怒りの叱責金蹴り（11月5日、フリーダム）共演:葉月奈穂、柚月ひかる、花野真衣
- 美少女の足裏 9（11月5日、フリーダム）他出演:楓まお、小林初花、花野真衣、大塚咲、柚葉翼、真島みゆき、鈴鳴あんり、細川まり、吉井花梨
- 義母相姦（11月8日、隼エージェンシー）
- Lの新世界 3（11月24日、グラフィティジャパン）共演:北島玲、南まりん、香坂美優、瀬名ミリヤ、名倉梨紗
- フェラコレ 熟女編 III 21人のフェラマダム（12月13日、隼エージェンシー）他20名出演

2009年
- 禁断の肉欲 義母中出し（1月22日、ヒビノ）
- 強制レイプマニアックス 20（1月23日、メディアバンク）他出演:佐田あゆみ、青山奈緒、阿部らん、白鷺ゆい
- 中出し美熟女（1月23日、メディアバンク）他出演:田中亜矢子、麻布レオナ、吉川ゆう、池野朋、赤坂ルナ
- 高級人妻クラブ II（2月22日、Nadeshiko）共演:花野真衣

2010年
- キスして手コキして抜いてあげる（1月19日、ミスター・インパクト）他多数出演
- ソルトシャワー 美女のおしっこみせて! VOL.3（2月19日、ゲロニア/妄想族）他多数出演
- 足コキッ!足袋コキッ!（4月16日、映天）オムニバス作品 他出演:葉月菜穂、月野りさ、真崎ゆかり、安西のあ
- 私たち熟女のフェラチオ見てください 大人美人40人の極上テクニック（7月23日、なでしこ）他39名出演